# Евсторгий

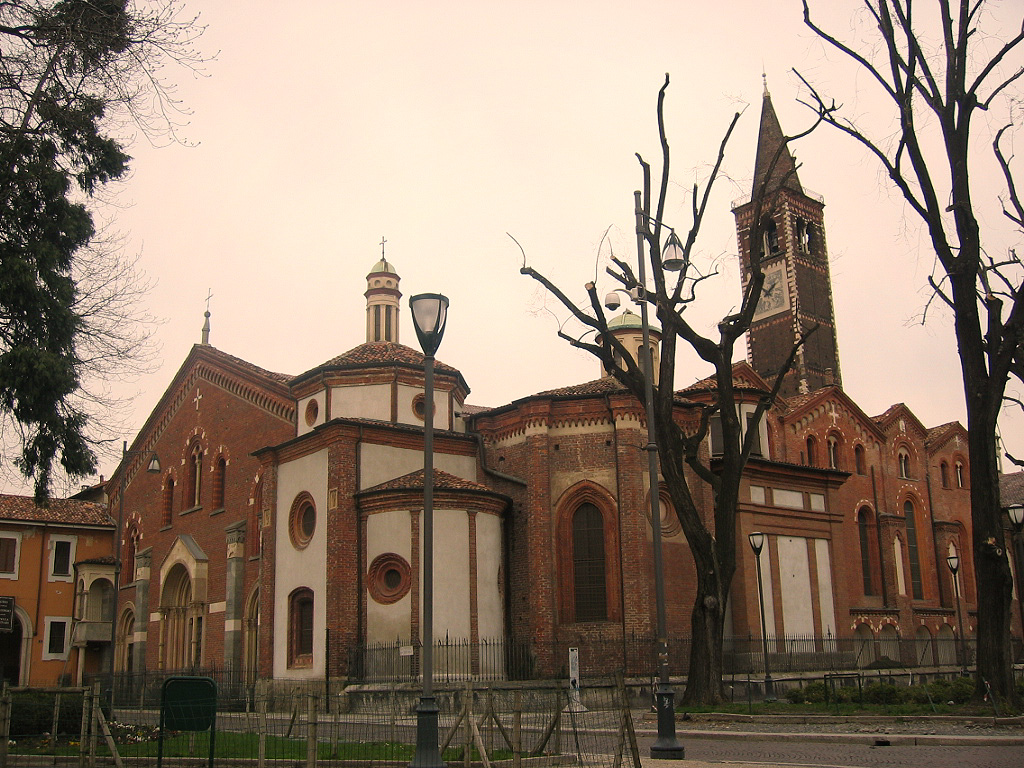
Базилика Сант-Эусторджо

Святой Евсто́ргий — епископ Медиолана (Милана) с 343 по 350 год. Католической церковью причислен к лику святых, день памяти — 18 сентября. С его именем связано предание о переносе мощей трёх царей из Константинополя в Милан.

## Биография и почитание
О жизни святого Евсторгия сохранилось мало достоверных сведений, по преданию он происходил из знатной греческой семьи.
Стал епископом Медиолана в 343 или 344 году, занимал кафедру вплоть до смерти в 349 или 350 году. Его предшественник и преемник на миланской кафедре, соответственно Протасий и Дионисий, также были канонизированы.
Евсторгий был инициатором созыва двух епархиальных синодов, активно занимался строительством новых церквей в Милане. Он упомянут у Афанасия Александрийского как энергичный противник арианства. Амвросий Медиоланский называет Евсторгия «исповедником». Считался святым уже в V—VI веках, его культ подтверждает упоминание его имени в каноне мессы амвросианского обряда и наличие в Милане нескольких церквей, освящённых в его честь, наиболее известной из которых является базилика Сант-Эусторджо. Евсторгий был похоронен на кладбище рядом с церковью, на месте которой сейчас стоит базилика Сант-Эусторджо. После строительства в XII веке современного здания базилики мощи святого были перенесены под главный алтарь храма.
Житие епископа Евсторгия создано в XII веке и дошло до нас более чем в 20 экземплярах

## Предание о переносе мощей
Согласно церковному преданию сразу после своего избрания на пост епископа Евсторгий предпринял путешествие в Константинополь с целью подтверждения императором своего избрания. Император Констант подтвердил полномочия Евсторгия и даровал ему реликвию — мощи трёх царей, по преданию принадлежащие царям, принесшим дары Младенцу Иисусу. Евсторгий перевёз эти мощи, хранившиеся в мраморном саркофаге, в Милан на двух коровах, которые могли выдержать вес саркофага. Мощи пребывали в Милане до XII века, когда после взятия города Фридрихом Барбароссой император велел перенести их в Кёльн, где они и пребывают по сей день в знаменитом тройном реликварии.